# ايستشوا (نيويورك)
ايستشوا (بالإنجليزية: Ischua, New York)‏ هي بلدة أمريكية تقع في الولايات المتحدة في مقاطعة كاتاروغوس، نيويورك. يقدر عدد سكانها بـ 859 نسمة ومساحتها 83.9 كم2 وترتفع عن سطح البحر 458 متر.